# Микита Цмих
Микита Дмитријевич Цмих (рус. Микита Дмитриевич Цмих, блр. Мікіта Дзмітрыевіч Цмыг; Могиљов, 15. април 1997) белоруски је пливач чија ужа специјалност су трке леђним стилом. Вишеструки је национални првак, учесник светских првенстава и Олимпијских игара. 

## Спортска каријера
Цмих је прве наступе на међународној сцени имао још као јуниор, на европском јуниорском првенству у Дордрехту 2014. где је успео да се пласира у финале трке на 200 леђно, које је окончао на седмом месту. Годину дана касније је наступио на још два велика јуниорска такмичења, прво на Европским играма у Бакуу где је освојио сребрну медаљу у трци на 200 леђно, а потом и на светском јуниорском првенству у Сингапуру. 
Прво велико сениорско такмичење на коме је учествовао су биле Олимпијске игре у Рију 2016, где је цЦмих пливао у обе појединачне трке леђним стилом. Трку на 100 метара је завршио на 29, а ону на 200 метара на 25. месту у квалификацијама. У децембру исте године по први пут је наступио на светском првенству у малим базенима, које је тада одржано у канадском Виндзору. 
На светским првенствима у великим базенима је дебитовао у Будимпешти 2017, а најбољи резултат је постигао пливајући за белоруску штафету на 4×100 мешовито која је у финалу заузела осмо место. Трке на 100 леђно и 200 леђно је завршио у квалификацијама, остваривши пласмане на два 19. места. 
Други узастопни наступ на светским првенствима је уписао у корејском Квангџуу 2019. где је наступио у пет дсициплина. Најбољи резултати су му били два девета места у квалификацијама штафета на 4×100 мешовито и 4×100 мешовито микс, трке на 50 леђно (15) и 100 леђно (18. место) је окончао у полуфиналима, док је на 200 леђно био тек 30. у квалификацијама. 